# Raimondo Berengario II di Provenza
Raimondo Berengario (prima del febbraio 1140 – Nizza, marzo 1166) fu conte di Provenza dal 1144 alla sua morte ed erede della contea di Melgueil.

## Origine
Secondo la Ex Brevi Historia Comitum Provinciæ e familia comitum Barcinonensium era figlio del conte di Provenza e Gévaudan e conte consorte di Melgueil, Berengario Raimondo I e (come risulta dal documento CCXXIV, del 1171, delle Notes de l'Histoire Générale de Languedoc, Tome IV, dove Beatrice, contessa di Mauguio dichiara di essere la madre di Raimondo Berengario) di sua moglie (il matrimonio fu celebrato, nel 1135; infatti nel documento XCVI, di quell'anno, delle Notes de l'Histoire Générale de Languedoc, Tome IV, Raimondo Bernardo è citato come conte di Melgueil e marchese do Provenza), la contessa di Melgueil, Beatrice di Mauguio (1124 - dopo il 1190), figlia di Bernardo IV di Mauguio e di Guglielma di Montpellier.
Berengario Raimondo I, secondo la Ex Brevi Historia Comitum Provinciæ e familia comitum Barcinonensium (lo cita come Guglielmo) era figlio del conte di Barcellona, Gerona, Osona e Cerdagna, Raimondo Berengario III e della sua terza moglie, la contessa di Provenza e Gévaudan, Dolce I, figlia primogenita del Visconte di Millau, di Gévaudan, e di Carlat, Gilberto I di Gévaudan e della Contessa di Provenza, Gerberga (come ci viene confermato dalle Note dell'Histoire Générale de Languedoc, Tome II), figlia secondogenita del conte di Provenza, Goffredo I e della moglie Stefania o Dolce (?- dopo il 1096, anno in cui Stefania fece una donazione per l'anima del figlio Bertrando), come viene riportato a pagina 529 delle Note dell'Histoire Générale de Languedoc, Tome II; secondo lo storico Szabolcs de Vajay, Stefania era viscontessa di Marsiglia, figlia del visconte di Marsiglia, Guglielmo II.

## Biografia
Suo padre, Berengario Raimondo I, morì nel 1144; secondo la Ex Gestis Comitum Barcinonensium, Berengario Raimondo, conte di Provenza fu ucciso dai pirati, nel porto di Malgurio, mentre, secondo gli Annali Genovesi di Caffaro e de´ suoi continuatori, Vol. 1, fu ucciso, mentre, con una galea, combatteva con la flotta della Repubblica di Genova contro i pirati che infestavano la Provenza e che depredavano il territorio della Repubblica.
Alla morte di Berengario Raimondo I, Raimondo Berengario, di circa quattro anni, ereditò il titolo di conte di Provenza e fu preso sotto tutela dallo zio (il fratello di suo padre), Raimondo Berengario IV, conte di Barcellona e principe d'Aragona, in quanto promesso sposo della regina d'Aragona Petronilla, ancora bambina, di circa otto anni; la contea di Mauguio, invece, rimase a sua madre, Beatrice, che, circa un anno dopo, si risposò con Bernardo V Pelet (il documento CXXVII, del 1145, delle Notes de l'Histoire Générale de Languedoc, Tome IV, li cita come Beatrice, contessa di Mauguio ed il di lei marito, Bernardo Pelet <Bernardus Peleti comes maritus hujus Beatricis>).
Quando suo padre, il conte Berengario Raimondo I, circa tredici anni prima, aveva ereditato la contea di Provenza, il 4° signore di Les Baux, Raimondo I di Baux, che aveva sposato Etienette de Provence, sorella di sua nonna, Dolce I, aveva iniziato ad avere delle pretese sulla contea di Provenza e, secondo le Mémoires historiques et critiques sur l'ancienne République d'Arles di Mathieu Louis Anibert, chiese di avere metà della contea di Provenza. Questa richiesta portò ad una situazione di conflittualità, che durò per diversi anni, e, al momento della successione di Raimondo Berengario II sfociò in guerra aperta.
Raimondo Berengario IV, oltre che preoccuparsi della sua educazione, si occupò anche attivamente della contea di Provenza; infatti Raimondo Berengario IV, intervenendo in Provenza, dopo che la famiglia dei Les Baux, inizialmente aveva avuto il sopravvento, tolse loro 30 castelli, rinforzo le difese sul Rodano e rase al suolo il castello della famiglia a Baux.

Nel 1157, avendo raggiunto la maggior età, Raimondo Berengario II cominciò a governare da solo. Portò a termine la guerra di successione con la casa di Baux, che terminò, nel 1162. Condusse una politica di lealtà nei confronti dell'imperatore Federico Barbarossa, e dal 1162, dopo la distruzione di Milano, operata dal Barbarossa, divenne, assieme a Ghigo, delfino del Viennese, un fautore dell'imperatore e lo fu per il resto della sua vita.
Nell'agosto del 1161, secondo la Ex Gestis Comitum Barcinonensium, si era recato a Torino, accompagnato dallo zio Raimondo Berengario IV, per richiedere ed ottenere la conferma della contea di Provenza da parte dell'imperatore Federico Barbarossa. Nel contempo, sempre secondo la Ex Gestis Comitum Barcinonensium, fu organizzato il matrimonio di Raimondo Berengario con la nipote dell'imperatore, Enrico IV, Richenza di Polonia, (1130/1140-1185) figlia del principe di Polonia, duca di Cracovia e di Slesia, Ladislao II ( fuggito da Cracovia, nel 1146), detto l'Esiliato (1105-1159) e di Agnese (Cristina) di Babenberg(1111–1157 figlia del Margravio d'Austria, Leopoldo III, e di Agnese di Waiblingen, figlia dell'imperatore, Enrico IV e sorellastra dell'imperatore, Corrado III e del duca Federico II di Svevia). Sua madre, Richenza era quindi la cugina dell'imperatore, Federico Barbarossa.
Il matrimonio poi fu celebrato tra il 1162 ed il 1164; secondo la Chronica Albrici Monachi Trium Fontium, Richenza era al suo secondo matrimonio, era vedova del re di León e Castiglia Alfonso VII detto l'imperatore.
Sulla via del ritorno da Torino, a Borgo San Dalmazzo, nel 1162, lo zio, Raimondo Berengario IV morì, e conferì a Raimondo Berengario la tutela del suo successore sul trono d'Aragona e nella contea di Barcellona, il figlio secondogenito Raimondo Berengario. La morte del conte di Barcellona, Raimondo Berengario è riportata anche dagli Annales Sancti Victoris Massilienses e da un epitaffio dell'Appendice della España Sagrada Tomo. XLIII.
Nel 1166, Raimondo Berengario II, in competizione con Genova, cercò di espandere la contea verso occidente, ma, nella primavera di quell'anno, morì nel tentativo di conquistare Nizza. La Ex Brevi Historia Comitum Provinciæ e familia comitum Barcinonensium, ci conferma che morì a Nizza, mentre gli Annales Sancti Victoris Massilienses ci confermano che Raimondo Berengario, nipote del conte di Barcellona, mori nel 1066.
Gli successe la figlia Dolce II, che rimase sotto la tutela della madre. Richenza di Polonia, che, qualche mese dopo la morte del marito, Raimondo Berengario II, dopo il 1166, ancora secondo la Chronica Albrici Monachi Trium Fontium, si sposò per la terza volta col conte di Everstein, Alberto.

## Discendenza
Raimondo Berengario e Richenza ebbero una sola figlia:
- Dolce II di Provenza[1] (verso il 1164-1172), contessa di Provenza, spodestata dal re d'Aragona, Alfonso II il Casto.

## Ascendenza
|                                       |   |                        | Genitori                     |  |  | Nonni |  |  | Bisnonni                             |  |  | Trisnonni                           |  |
|                                       |   |                        |                              |  |  |       |  |  | Raimondo Berengario II di Barcellona |  |  | Raimondo Berengario I di Barcellona |  |
|                                       |   |                        |                              |  |  |       |  |  | Raimondo Berengario II di Barcellona |  |  | Raimondo Berengario I di Barcellona |  |
|                                       |   | Almodis de La Marche   |                              |  |  |       |  |  | Raimondo Berengario II di Barcellona |  |  |                                     |  |
| Raimondo Berengario III di Barcellona |   |                        |                              |  |  |       |  |  | Raimondo Berengario II di Barcellona |  |  |                                     |  |
|                                       |   | Matilde d'Altavilla    | Roberto il Guiscardo         |  |  |       |  |  |                                      |  |  |                                     |  |
|                                       |   | Matilde d'Altavilla    | Roberto il Guiscardo         |  |  |       |  |  |                                      |  |  |                                     |  |
|                                       |   | Matilde d'Altavilla    | Sichelgaita di Salerno       |  |  |       |  |  |                                      |  |  |                                     |  |
| Berengario Raimondo I di Provenza     |   | Matilde d'Altavilla    |                              |  |  |       |  |  |                                      |  |  |                                     |  |
|                                       |   | Gilberto I di Gévaudan | Berengario di Millau e Rodez |  |  |       |  |  |                                      |  |  |                                     |  |
|                                       |   | Gilberto I di Gévaudan | Berengario di Millau e Rodez |  |  |       |  |  |                                      |  |  |                                     |  |
|                                       |   | Gilberto I di Gévaudan | Adele di Carlat              |  |  |       |  |  |                                      |  |  |                                     |  |
| Dolce I di Provenza                   |   | Gilberto I di Gévaudan |                              |  |  |       |  |  |                                      |  |  |                                     |  |
|                                       |   | Gerberga di Provenza   | Goffredo I di Provenza       |  |  |       |  |  |                                      |  |  |                                     |  |
|                                       |   | Gerberga di Provenza   | Goffredo I di Provenza       |  |  |       |  |  |                                      |  |  |                                     |  |
|                                       |   | Gerberga di Provenza   | Stefania o Dolce             |  |  |       |  |  |                                      |  |  |                                     |  |
| Raimondo Berengario II di Provenza    |   | Gerberga di Provenza   |                              |  |  |       |  |  |                                      |  |  |                                     |  |
|                                       | … | …                      |                              |  |  |       |  |  |                                      |  |  |                                     |  |
|                                       | … | …                      |                              |  |  |       |  |  |                                      |  |  |                                     |  |
|                                       | … | …                      |                              |  |  |       |  |  |                                      |  |  |                                     |  |
| Bernardo IV di Mauguio                | … |                        |                              |  |  |       |  |  |                                      |  |  |                                     |  |
|                                       |   | …                      | …                            |  |  |       |  |  |                                      |  |  |                                     |  |
|                                       |   | …                      | …                            |  |  |       |  |  |                                      |  |  |                                     |  |
|                                       |   | …                      | …                            |  |  |       |  |  |                                      |  |  |                                     |  |
| Beatrice di Mauguio                   |   | …                      |                              |  |  |       |  |  |                                      |  |  |                                     |  |
|                                       |   | …                      | …                            |  |  |       |  |  |                                      |  |  |                                     |  |
|                                       |   | …                      | …                            |  |  |       |  |  |                                      |  |  |                                     |  |
|                                       |   | …                      | …                            |  |  |       |  |  |                                      |  |  |                                     |  |
| Guglielma di Montpellier              |   | …                      |                              |  |  |       |  |  |                                      |  |  |                                     |  |
|                                       |   | …                      | …                            |  |  |       |  |  |                                      |  |  |                                     |  |
|                                       |   | …                      | …                            |  |  |       |  |  |                                      |  |  |                                     |  |
|                                       |   | …                      | …                            |  |  |       |  |  |                                      |  |  |                                     |  |
|                                       |   | …                      |                              |  |  |       |  |  |                                      |  |  |                                     |  |

### Fonti primarie
- (LA)  Cartoulaire de Marseille Saint-Victor Tome I.
- (LA)  Rerum Gallicarun et Francicarum Scriptores, Tome XII.
- (LA)  España sagrada, tomo XLIII,.
- (LA)  Annali Genovesi di Caffaro e de´ suoi continuatori, Vol. 1.
- (LA)  Histoire Générale de Languedoc, Tome IV, Notes.
- (LA)  Monumenta Germaniae Historica, Scriptores, Tomus XXIII.
- (LA)  Monumenta Germaniae Historica, Scriptores, Tomus XIX.
- (LA)  Monumenta Germaniae Historica, Scriptores, Tomus IX.

### Letteratura storiografica
- Rafael Altamira, La Spagna (1031-1248), in Storia del mondo medievale, vol. V, 1999, pp. 865–896
- Paul Fournier, Il regno di Borgogna o d'Arles dall'XI al XV secolo, in «Storia del mondo medievale», vol. VII, 1999, pp. 383–410
- (FR)  Inventaire chronologique des chartes de la famille de BauxI.
- (FR)  Histoire générale de Languedoc, Notes, tomus II.
- (FR) Mémoires historiques et critiques sur l'ancienne République d'Arles, su archive.org.